# Flore Balthazar
Pour les articles homonymes, voir Balthazar.
Flore Eggermont dite Flore Balthazar, née le 23 février 1981 à La Louvière (province de Hainaut), est une autrice de bande dessinée belge.

## Biographie
Flore Eggermont naît le 23 février 1981 à La Louvière. Flore Balthazar est largement autodidacte en matière de dessin, hormis quelques formations ponctuelles. Entre 1999 et 2003, elle fréquente l'Université libre de Bruxelles dans la faculté de philosophie et lettres, où elle suit des études de langues et littératures slaves,. À partir de 2004, elle collabore avec Planète Enfants et Planète Jeunes (Bayard) et, depuis 2006, avec Spirou pour des histoires courtes,.
En matière d'influences, l'autrice déclare apprécier Léonie Bischoff, Bianco, Nob, Emmanuel Lepage.
En 2010, sur un scénario de Frank Le Gall, elle signe le dessin de Miss Annie (Dupuis), son premier album, qui porte sur les aventures d'une chatte sous un angle humoristique. Un deuxième volume est publié en 2013. Elle s'associe ensuite avec Jean-Luc Cornette, qui scénarise Frida Kahlo, publié dans la collection « Mirages » en 2015 aux éditions Delcourt. Les auteurs livrent les années de cohabitation avec Léon Trotsky. L'ouvrage est tièdement accueilli sur ActuaBD. En 2018, elle réalise seule Les Louves pour la collection « Aire libre » ; le récit narre l'occupation allemande et la résistance en Wallonie par les yeux d'une lycéenne. Le récit comporte une dimension autobiographique, l'artiste ayant employé les journaux de son aïeule. L'ouvrage obtient un accueil critique positif sur ActuaBD, BoDoï, BDzoom et dans d'autres médias,,,,. En janvier 2022, elle dessine et met en couleurs l'adaptation en bande dessinée d'une pièce de théâtre dans un one shot Kristina La reine-garçon, sur un scénario de son collègue Jean-Luc Cornette publié chez Futuropolis.
Elle fait partie du Collectif des créatrices de bande dessinée contre le sexisme.

### Parentèle
Flore Balthazar est la petite-nièce d'André Balthazar — un écrivain proche des surréalistes belges.

### Vie privée
En 2022, Flore Balthazar vit à Bruxelles.

## Œuvres
- Miss Annie
- 1. Miss Annie[7], Dupuis, Marcinelle, 18 juin 2010
Scénario : Frank Le Gall - Dessin : Flore Balthazar - Couleurs : Robin Doo -  (ISBN 978-2-8001-4658-4)
- 2. Vraiment, Miss Annie ?[9], Dupuis, Marcinelle, 3 mai 2013
Scénario : Frank Le Gall - Dessin : Flore Balthazar - Couleurs : Robin Doo -  (ISBN 2-8001-5071-8)
- Frida Kahlo[25] (dessin), scénario de Jean-Luc Cornette, Delcourt, coll. « Mirages », 2015  (ISBN 978-2-7560-3996-1).
- Les Louves[14], Dupuis, coll. « Aire libre », Marcinelle, 23 février 2018
Scénario, dessin et couleurs : Flore Balthazar -  (ISBN 978-2-8001-6778-7)
- Kristina La reine-garçon[26], Futuropolis, Paris, 12 janvier 2022
Scénario : Jean-Luc Cornette - Dessin et couleurs : Flore Balthazar -  (ISBN 978-2-7548-2820-8)

### Fanzines
- La 24e Dimension[27], Atelier 24 BD, coll. « Atelier 24 » no 2, mars 2013
Scénario : collectif - Dessin : collectif dont Flore Balthazar - Couleurs : noir et blanc

#### Livres
: document utilisé comme source pour la rédaction de cet article.
- Thierry Bellefroid et Jean-Marie Derscheid, « Balthazar Flore Dessinatrice - Scénariste », dans 77 auteurs de bande dessinée en Wallonie et à Bruxelles, Bruxelles, Wallonie-Bruxelles International, 2017, 128 p., ill. ; 26 cm (ISBN 2-930071-83-4, lire en ligne), p. 28. .

#### Articles
- Alexis Seny, « Flore Balthazar, héritière des Louves : En tant qu’autrice, c’est important d’affirmer notre version des choses là où on continue encore beaucoup de parler à notre place », sur Branchés culture, 14 mars 2018.
- Alain Haubruge, « Les Louves, Flore Balthazar nous présente l’histoire vécue par une famille Louvièroise sous l’occupation », sur BD Best, 20 février 2018.
- Jean-Laurent Truc, « Frida Kahlo, peintre de passion et de cœur », sur ligneclaire.info, 26 février 2015.
- Daniel Couvreur, « Flore Balthazar : "Je sais ce que signifie l’attachement à la terre" », Le Soir,‎ 29 décembre 2018 (lire en ligne , consulté le 3 janvier 2023).
- Daniel Couvreur, « "Foutez la paix à ma peinture et à mon cul!" », Le Soir,‎ 28 février 2015 (lire en ligne, consulté le 3 janvier 2023).

### Vidéographie
- [vidéo] « Rencontre débat autour de la Bande dessinée Les Louves de Flore Balthazar », sur YouTube